# Борис Мајоров
Борис Александрович Мајоров (рус. Борис Александрович Майоров; Москва, 11. фебруар 1938) некадашњи је совјетски и руски хокејаш на леду и хокејашки тренер који је током каријере играо на позицијама левокрилног нападача. Заслужни је мајстор спорта Совјетског Савеза од 1963, Заслужни тренер РСФСР од 1979. и члан Куће славних ИИХФ-а од 1999. године. Двоструки је олимпијски и шестоструки светски првак у хокеју на леду. По окончању спортске каријере једно време је радио и као спортски коментатор, а био је запослен и на административним пословима у Хокејашком савезу Русије.  
Његов брат близанац Јевгениј Мајоров такође је био прослављени совјетски хокејаш и вишеструки олимпијски и светски првак. Године 1961. дипломирао је на Московском државном техничком универзитету. 

## Биографија
Целокупну играчку каријеру која је трајала 13 сезона (1956−1969) провео је у редовима московског Спартака са којим је освојио и три титуле националног првака. За Спартак, у ком је неколико сезона имао улогу капитена екипе, одиграо је преко 400 утакмица у националном првенству и постигао 255 голова. У Спартаку је Мајоров играо у линији заједно са братом близанцем Јевгенијем и са Вјачеславом Старшиновим, и та тројка се сматрала једном од најачих нападачких линија светског хокеја шездесетих година прошлог века.
Године 1961. одиграо је и две утакмице за фудбалску екипу Спартака у првенству Совјетског Савеза − 19. и 23. априла 1961. против екипа Пахтакор и Каират.
Као стандардни члан сениорске репрезентације Совјетског Савеза играо је на два олимпијска турнира −  ЗОИ 1964. у Инзбруку и четири године касније у Греноблу − и у оба наврата освајао је златну олимпијску медаљу. Са репрезентацијом је освојио и 7 медаља на светским првенствима, од чега  пет златних. На светским пр венствима и олимпијским играма одиграо је укупно 50 утакмица и постигао 30 голова.
По окончању играчке каријере бавио се тренерским послом и радио је као главни тренер у Спартаку, Јокериту (титула првака Финске у сетони 1991/92), Тапари те у репрезентацији Совјетског Савеза.